# La Janda
La Janda és una comarca situada en la zona central de la província de Cadis, a Andalusia. Pren el seu nom de la Llacuna de la Janda i comprèn els municipis d'Alcalá de los Gazules, Barbate, Benalup-Casas Viejas, Conil de la Frontera, Medina-Sidonia, Paterna de Rivera i Vejer de la Frontera. Limita la nord amb la Campiña de Jerez, a l'oest amb la Bahía de Cádiz i l'oceà Atlàntic, al sud amb el Campo de Gibraltar i a l'est, en un petit tram, amb la Regió muntanyenca de Ronda, a la província de Màlaga.
La comarca compta amb desenes de quilòmetres de platges d'excel·lent qualitat, com la Bolonia, on se centren les ruïnes de Baelo Claudia. El territori és recorregut pel riu Barbate, que compta amb un embassament. Un accident geogràfic destacable de la zona és el Cap de Trafalgar, del que va prendre el seu nom la batalla naval homònima esdevinguda en 1805. Gran part de la comarca està inclosa en el Parc Natural dels Alcornocales, amb llocs d'especial interès com la Cova del Tajo de las Figuras i la Sierra del Aljibe.
Alcalá de los Gazules, Benalup-Casas Viejas, Conil de la Frontera, Medina-Sidonia, Paterna de Rivera formen el partit judicial nº 1 de la província de Cadis, sota el cap de Chiclana de la Frontera, que no es troba en la comarca, mentre que Barbate, és cap del partit judicial nº 14 de la província, sota la qual es troba Vejer de la Frontera.
La Mancomunitat de Municipis de la Comarca de La Janda, creada en 1995, inclou els municipis d'Alcalá de los Gazules, Barbate, Benalup-Cases Viejas, Conil de la Frontera, Medina Sidonia, Paterna de Rivera, Vejer de la Frontera i San José del Valle, aquesta última localitat pertanyent a la comarca de la Campiña de Jerez. Totes les localitats de La Janda formen part de la Diòcesi de Cadis i Ceuta, sota la jurisdicció eclesiàstica del bisbat homònim, sufragani de l'Arquebisbat de Sevilla. Durant segles gran part del territori comarcal va estar sota la jurisdicció senyorial de la Casa de Medina-Sidonia que, entre altres llocs, tenia la titularitat del Ducat de Medina-Sidonia.